# Léon Guiral
Léon Guiral (Espalion, 3 mai 1858 - Libreville, 25 novembre 1885) est un explorateur et naturaliste français.

## Biographie
Matelot lors de la deuxième expédition Brazza sur l'Alima et le Congo (1879), il sert sous les ordres de Louis Alexandre Antoine Mizon de 1881 à 1883 au Congo. Il participe ainsi à la construction de la piste devant relier Franceville à l'Alima.
Redescendant l'Ogooué pour rejoindre Noël Ballay, il accompagne Mizon chez Makoko en janvier 1882. Atteignant le Stanley Pool en avril 1882, il fait évacuer le poste de Ntamo puis, avec sa colonne, rencontre Stanley en remontant le Congo. Il revient à Franceville en juin 1882 et en prend le commandement.
Malade, il est rapatrié à Libreville en avril 1883.

## Travaux
- Les Batéké, Revue d'ethnologie 1886, p. 135-166

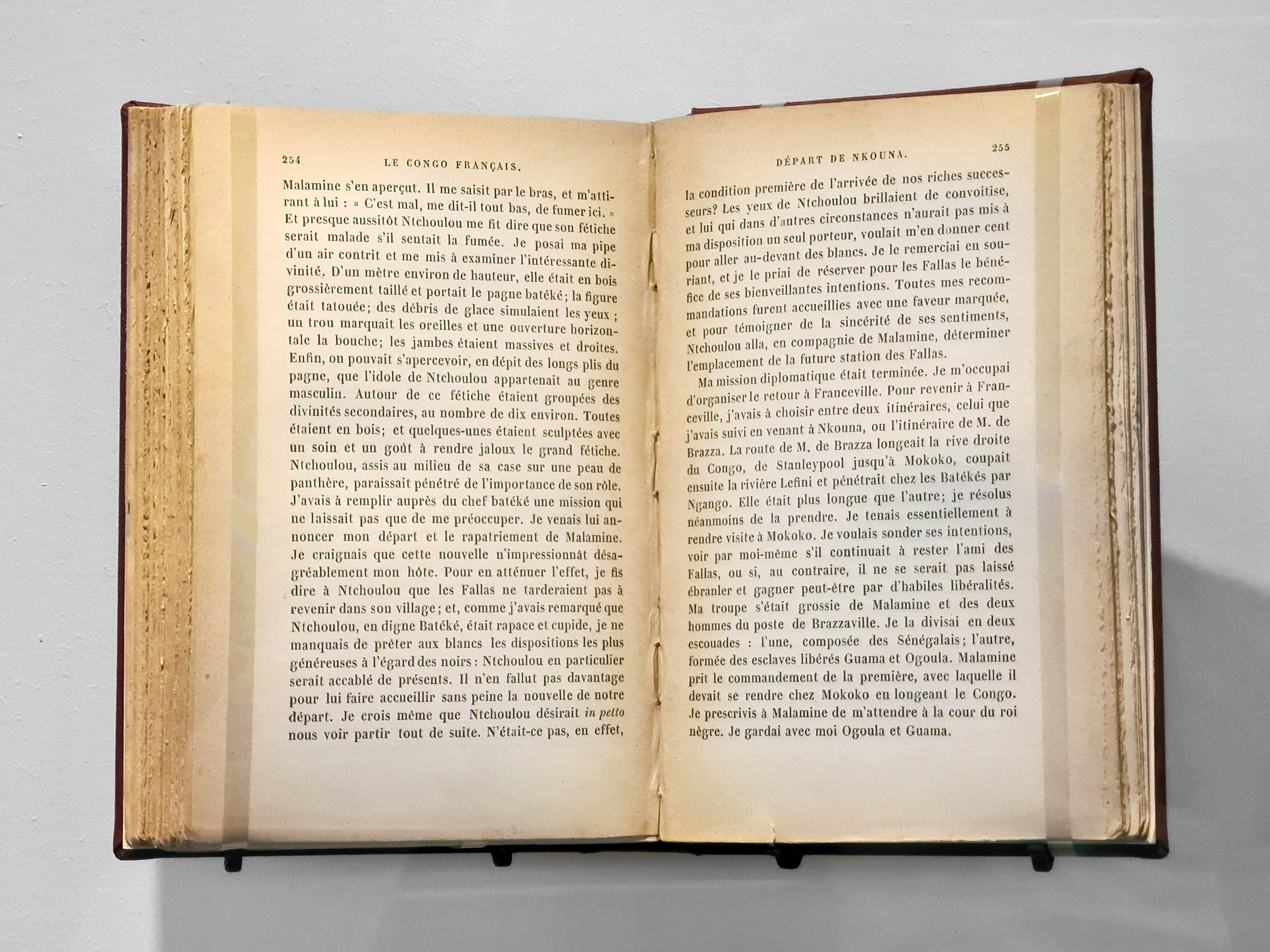
Le Congo français. Du Gabon à Brazzaville, 1889.
(Musée du Quai Branly - Jacques-Chirac)

- Le Congo français. Du Gabon à Brazzaville, 1889, lire en ligne sur Gallica, [lire en ligne]

## Hommage
Une espèce de serpents qu'il a découverte a été nommée en son honneur : la Gonionotophis guirali.